# Hans Klenk
Hans Klenk, nemški dirkač Formule 1, * 29. oktober 1919, Künzelsau, Nemčija, † 24. marec 2009, Vellberg, Schwäbisch Hall, Baden-Württemberg, Nemčija.
Hans Klenk je pokojni nemški dirkač Formule 1. V svoji karieri je nastopil le na domači dirki za Veliko nagrado Nemčije v sezoni 1952, kjer je z dirkalnikom Veritas lastnega privatnega moštva zasedel enajsto mesto z več kot štirimi krogi zaostanka za zmagovalcem.

## Popolni rezultati Formule 1
(legenda) (odebeljene dirke pomenijo najboljši štartni položaj, poševne pa najhitrejši krog, †-uvrščen kljub odstopu)
| Leto | Moštvo     | Šasija         | Motor      | 1   | 2   | 3   | 4   | 5  | 6      | 7   | 8   | Prv | Toč |
| ---- | ---------- | -------------- | ---------- | --- | --- | --- | --- | -- | ------ | --- | --- | --- | --- |
| 1952 | Hans Klenk | Veritas Meteor | Veritas S6 | ŠVI | 500 | BEL | FRA | VB | NEM 11 | NIZ | ITA | 53. | 0   |